# Kup Hrvatske u ragbiju 2020.
Kup Hrvatske u ragbiju za 2020. godinu je igran u rujnu 2020. godine, nakon popuštanja mjera uzrokovanih pandemijom COVID-19, ali je od natjecanja ipak odustala momčad "Zagreba". 
 
kup je osvojila momčad "Mladosti" iz Zagreba.

## Rezultati

### Poluzavršnica
| datum           | mjesto            | klub1      | rez.  | klub2 | napomene | izvještaj                                                                   | izvori |
| --------------- | ----------------- | ---------- | ----- | ----- | -------- | --------------------------------------------------------------------------- | ------ |
| 19. rujna 2020. | Split, Stari plac | Nada Split | 17:18 | Sinj  |          | Arhivirana inačica izvorne stranice od 25. prosinca 2021. (Wayback Machine) | [ 3 ]  |

### Završnica
| datum           | mjesto             | klub1          | rez.  | klub2 | napomene                 | izvještaj                                                                   | izvori |
| --------------- | ------------------ | -------------- | ----- | ----- | ------------------------ | --------------------------------------------------------------------------- | ------ |
| 26. rujna 2020. | Zagreb, SC Mladost | Mladost Zagreb | 39:17 | Sinj  | "Mladost" pobjednik kupa | Arhivirana inačica izvorne stranice od 25. prosinca 2021. (Wayback Machine) | [ 2 ]  |

## Vanjske poveznice
- rugby.hr